# Antonio Fuentes (torero)
Antonio Fuentes y Zurita (Sevilla, 15 de marzo de 1869- Sevilla, 9 de mayo de 1938) fue un matador de toros español.
Formó parte de las cuadrillas de los toreros Francisco Arjona Reyes, Currito y de Cara-Ancha. Tomó la alternativa en Madrid el 17 de septiembre de 1893, teniendo como padrino a Fernando Gómez García, El Gallo. Como torero compitió en los ruedos con Luis Mazzantini y Guerrita, este dijo de Fuentes: Después de mí nadie y después de nadie, Fuentes. También tuvo una faceta profesional como criador de reses bravas.